# Filstalbahn
A Stuttgart-Ulm-vasútvonal egy normál nyomtávolságú, 15 kV 16,7 Hz-cel villamosított, 93 km hosszú vasútvonal Stuttgart Hauptbahnhof és Ulm között Németországban, Baden-Württemberg tartományban. A vonalon engedélyezett legnagyobb sebesség 160 km/h. A vonal része a Magistrale for Europe útvonalnak. Plochingen állomásig a vonal négy-, utána kettő vágányú. A négyvágányos vonal végéig járnak a város S-Bahn járatai.

## Forgalom

### Távolsági forgalom
A távolsági vasúti személyszállításban a Filstalbahnt az Intercity-Express, a TGV, a Railjet, az EuroCity és az Intercity vonatnemek szolgálják ki, általában óránként egy-egy vonattal irányonként. Ez nemzetközi összeköttetést is biztosít Franciaország, Ausztria, Magyarország, Szlovénia és Horvátország felé. Az Intercity vonatok egy része Plochingen és Göppingen felé is közlekedik. A többi távolsági vonat Ulmig megállás nélkül közlekedik. A Stuttgart 21 üzembe helyezésével a DB Fernverkehr már nem fog teljes vonalakat üzemeltetni a Filstalbahnon. Az, hogy az egyes vonatok továbbra is használni fogják-e a vonalat, még nyitott kérdés.

### Teherforgalom
Óránként többször is közlekednek tehervonatok, némelyikük nehéz tehervonat, magánvasutak, esetenként a Deutsche Bahn vonatai is. Többnyire vegyes kocsikból állnak. Időnként irányvonatok is közlekednek. Plochingenből naponta közlekednek helyi tehervonatok Ebersbachba, szükség esetén Uhingenbe, Göppingenbe, Eislingenbe vagy Süßenbe is.
Az 1990-es évek elején naponta akár 40 nehéz személy- és tehervonatot (900 tonna feletti bruttó terhelés) kellett tolómozdonnyal kisegíteni a Süßen és Beimerstetten közötti szakaszon Ulm felé. Stuttgart irányában az 1340 tonnát meghaladó bruttó teherbírású tehervonatokat kellett tolatómozdonnyal kiegészíteni.

## Modernizáció
2004 közepétől a Filstalbahn nagy szakaszain korszerűsítési intézkedésekre került sor. Kicserélték a síneket, a keresztaljakat - beleértve a 40 évnél idősebb fából készült faaljakat is -, a zúzott követ és a váltókat. 2005 óta Stuttgart-Obertürkheimtől kezdve egészen Faurndauig darabonként új Ks jelzőket is telepítettek. Ezeket a plochingeni új elektronikus jelzőállomások átadásával helyezték üzembe (a karlsruhei üzemközpontból vezérelve). A régi Hp jelzőket ezzel egyidejűleg kivonták a forgalomból és leszerelték.
Ulm Hbf, Geislingen (Steige), Göppingen állomásokon, valamint a Stuttgart-Plochingen szakaszon az összes állomáson új utastájékoztató jelzők vannak a peronokon. A Plochingen és Ulm közötti többi kisebb állomáson, mint minden DB állomáson, fokozatosan kis utastájékoztató kijelzőket helyeznek el, amelyek gördülő szöveggel és hangosbemondóval tájékoztatják az utasokat a késésekről, vágányváltozásokról vagy vonatkimaradásokról.
Westerstettenben a régi peronokat, amelyek a településen kívül, északnyugatra, az állomásépület szintjén helyezkedtek el, feladták, és a falu központjához közelebb építettek egy új megállót, amely 2005. július 22. óta üzemel.
2006 húsvétja során a korábbi jelzőállomásokat Esslingen am Neckar, Plochingen, Ebersbach és Uhingen településeken kivonták a forgalomból, és helyette egy új elektronikus jelzőállomást helyeztek üzembe Plochingenben. Ez lehetővé teszi a vonatforgalom központi irányítását Obertürkheim és Faurndau között, valamint Plochingen és Wendlingen között Karlsruhe-ból, ahol a DB délnyugat-németországi üzemközpontja található. Plochingenben csak egy vészhelyzeti munkahely marad. Ez az intézkedés 480 jelzőberendezés telepítésével, 160 pontgép felújításával és a kábelfektetéshez szükséges földmunkákkal együtt 80 millió euróba került. Ezenkívül Uhingenben a harmadik vágányt a felújítás miatt eltávolították, és a történelmi állomásépületet lebontották; csak egy cég mellékvágánya maradt meg, de azt már nem szolgálják ki menetrend szerint.
Szintén 2006/2007-ben Beimerstetten és Ulm között, Dornstadt területén új konténerátrakó állomás épült, és egy harmadik vágányt fektettek le Beimerstetten állomáshoz, amely a korábbi Neu-Ulm-i átrakóállomás helyébe lépő új konténerterminál megközelítésére szolgál.
Reichenbach (Fils) állomáson 2007-ig még volt egy hullámkartongyárhoz vezető mellékvágány, de ezt megszűntették, és így az egyetlen váltót is eltávolították. Ezért az állomást 2009 őszén megállóhelyre minősítették vissza. Az 1990-es évek elején bezárt fogadóépület, amelyben addig még váróterem és jegypénztár volt, akkor már rossz állapotban volt. Ezért felújították, és ma egy étteremnek és lakásoknak ad otthont.
2009 második felében a Lonsee és Urspring történelmi kis állomásépületeket is lebontották, és az Ulm felé vezető peronokat is felújították, valamint zajvédő falakat építettek be.
A Stuttgart 21 projekt során a vonalat a 7,97-es (a Hafenbahnstraße feletti híd) és a 9,0-as kilométer között átvezetik. Az építkezés ideje alatt az S-Bahn vágányait is érintik. 2014 és 2017 májusa között Stuttgart-Obertürkheim és Stuttgart-Untertürkheim között vágánycserét hajtottak végre. Ennek érdekében 26 jelzőt újonnan telepítettek, 16 jelzőt elbontottak és 3 jelzőt utólag szereltek fel.